# Cultura Austriei
Începuturile culturii de pe teritoriul de astăzi al Austriei pot fi identificate aproximativ în jurul anului 1.050 î.e.n. în rămășițele arheologice ale culturilor Hallstatt și La Tène.  În termenii pe care îi înțelegem astăzi, o adevărată cultură a Austriei a început să prindă contur pe vremea când teritoriul actual al Austriei era parte a Sfântului Imperiu Roman, având în actul Privilegium Minus din 1156, care a ridicat Austria la statutul de ducat, un pas important spre cristalizarea acestei culturi proprii.  Cultura Austriei a fost evident masiv influențată de cea a vecinilor săi, Germania, Italia, Cehia, mai exact Boemia, și Ungaria. 
Austria a fost locul de naștere al mai multor compozitori faimoși ca de exemplu Wolfgang Amadeus Mozart, Johann Strauss Sr., Johann Strauss Jr., Arnold Schoenberg, Anton Webern sau Alban Berg (ultimii trei au făcut parte din faimoasa A Doua Școală Vieneză, vezi Muzica Austriei). La Viena și-au compus principalele opere compozitori renumiți, precum Ludwig van Beethoven, Joseph Haydn ș.a.
Alți austrieci renumiți au fost fizicienii Ludwig Boltzmann și Erwin Schrödinger, filozofii Ludwig Wittgenstein și Kurt Goedel, psihoanalistul Sigmund Freud, poetul Peter Rosegger și pictorul Gustav Klimt.
Mari juriști precum Rudolf von Ihering, Hans Kelsen ș.a. au făcut celebră școala vieneză de drept, în special în domeniul dreptului public și dreptului internațional public. În domeniul economiei austrieci de seamă au fost Friedrich von Hayek, Karl Popper, și Joseph Alois Schumpeter.

## Numele țării
Numele țării din limba germană, Österreich, înseamnă în traducere "țara/țărmul/marginea estic(ă)", fiind derivat din cuvântul compus din germana veche, Ostarrîchi.  Este foarte posibil ca acest termen să reprezinte o traducere aproximativă a denumirii din latina Evului Mediu a numelui regiunii, Marchia orientalis, care se traduce prin "granița de est", întrucât era situată chiar la estul Sfântului Imperiu Roman. 
Derivarea cuvintelor din latină, trecute prin filiera germanei vechi ne permite azi să folosim prefixul "Austr-" cu semnificația de "est/estic" spre deosebire de același prefix, "Austr-", dar provenit în limbile moderne din latina "clasică", semnificând sudic, așa cum ar fi, spre exemplu, numele Australiei de azi, care a fost obținut prin prescurtarea denumirii "Terra Australis", adică "Pământul aflat la sud." 
Numele locuitorilor Austriei provine din folosirea acestui termen trecut prin filiera germanei vechi, austrieci. 

## Sărbători naționale
| Date         | Denumiri echivalente              | Nume local             | Comentarii |
| ------------ | --------------------------------- | ---------------------- | --- |
| 1 Ianuarie   | Anul Nou                          | Neujahr                | |
| 6 ianuarie   | Epifania                          | Heilige Drei Könige    | Cei trei Regi (Cei trei Magi) |
| Variabilă    | Duminica Paștilor                 | Ostersonntag           | Vinerea Mare, zi liberă pentru protestanți |
| Variabilă    | Lunea Paștilor (Lunea Luminată)   | Ostermontag            | |
| 1 Mai        |                                   | Staatsfeiertag         | Ziua Muncii |
| Variabilă    | Înălțarea Domnului                | Christi Himmelfahrt    | Joia, la patruzeci de zile după Paști |
| Variabilă    | Rusaliile                         | Pfingstsonntag         | La 50 de zile după Învierea Domnului, de Rusalii este comemorată coborârea / pogorârea Sfântului Duh asupra ucenicilor lui Isus din Nazaret                                         |
| Variabilă    | Whit Monday A doua zi de Rusalii  | Pfingstmontag          | |
| Variabilă    | Corpus Christi Trupul lui Cristos | Fronleichnam           | Joia, la 11 zile după Rusalii |
| 15 august    | Adormirea Maicii Domnului         | Mariae Himmelfahrt     | |
| 26 octombrie | Ziua Națională a Austriei         | Nationalfeiertag       | Declarația de Neutralitate a fost adoptată de Parlamentul Austriei, la 26 octombrie 1955, a doua zi după părăsirea Austriei de către trupele Aliate de ocupație (25 octombrie 1955) |
| 1 noiembrie  | Toți Sfinții                      | Allerheiligen          | |
| 8 decembrie  | Imaculata Concepție               | Mariä Empfängnis       | |
| 24 decembrie | Ajunul Crăciunului                | Heiliger Abend         | |
| 25 decembrie | Crăciunul Nașterea Domnului       | Christtag, Weihnachten | |
| 26 decembrie | Sărbătoarea Sfântului Șefan       | Stefanitag             | |